# Зимний (Гомельская область)
Зимний (бел. Зі́мні) — посёлок в Марковичском сельсовете Гомельского района Гомельской области Республики Беларусь.

## География

### Расположение
В 45 км на юго-восток от Гомеля, 11 км от железнодорожной станции Кравцовка (на линии Гомель — Чернигов).

## Транспортная сеть
Транспортные связи по просёлочной, затем автомобильной дороге Будище — Гомель. Планировка состоит из бессистемной деревянной застройки около просёлочной дороги.

## История
Основан в 1960-х годах. Здесь был построен дом инвалидов и постепенно складывался посёлок, его название утверждено Указам Президиума Верховного Совета БССР 21 января 1969 года.
До 1 августа 2008 года в составе Глыбоцкого сельсовета.

## Население

### Численность
- 2004 год — 4 хозяйства, 4 жителя.

### Динамика
- 2004 год — 4 хозяйства, 4 жителя.